# Hohenholzer Forst und Kleingewässerlandschaft bei Kyritz
Hohenholzer Forst und Kleingewässerlandschaft bei Kyritz este o arie protejată (arie specială de conservare — SAC, sit de importanță comunitară — SCI) din Germania întinsă pe o suprafață de 1.537 ha, integral pe uscat.

## Localizare
Centrul sitului Hohenholzer Forst und Kleingewässerlandschaft bei Kyritz este situat la coordonatele 53°21′38″N 14°20′10″E / 53.3606°N 14.3361°E.

## Înființare
Situl Hohenholzer Forst und Kleingewässerlandschaft bei Kyritz a fost declarat sit de importanță comunitară în aprilie 2004 pentru a proteja 5 specii de animale. Situl a fost protejat și ca arie specială de conservare în august 2016.

## Biodiversitate
Situată în ecoregiunea continentală, aria protejată conține 4 habitate naturale: Lacuri eutrofice naturale cu vegetație de tip Magnopotamion sau Hydrocharition, Mlaștini turboase de tranziție și turbării mișcătoare, Mlaștini alcaline, Păduri de fag Asperulo-Fagetum.
La baza desemnării sitului se află mai multe specii protejate:
- amfibieni (2): buhai de baltă cu burta roșie (Bombina bombina), triton cu creastă (Triturus cristatus)
- mamifere (2): castor (Castor fiber), vidră de râu (Lutra lutra)
- nevertebrate (1): libelule (Leucorrhinia pectoralis)